# Bulbothrix chowoensis
Bulbothrix chowoensis är en lavart som först beskrevs av Hale, och fick sitt nu gällande namn av Hale. Bulbothrix chowoensis ingår i släktet Bulbothrix och familjen Parmeliaceae.   Inga underarter finns listade i Catalogue of Life.